# Pseudopoda gogona
Pseudopoda gogona är en spindelart som beskrevs av Jäger 200. Pseudopoda gogona ingår i släktet Pseudopoda och familjen jättekrabbspindlar.
Artens utbredningsområde är Bhutan. Inga underarter finns listade i Catalogue of Life.